# Vergleichender Warentest
Der vergleichende Warentest dient zur Ermittlung und Darstellung der Gebrauchstauglichkeit, des Gebrauchswertes und der Qualität von Produkten, insoweit diese objektiv bestimmt werden können. Ursprünglich für die bewertende Untersuchung von Waren entwickelt, wurden die Arbeitsabläufe auch auf die Untersuchung von Dienstleistungen übertragen und weiterentwickelt.

## Geschichtliche Entwicklung
In den Vereinigten Staaten von Amerika wurden durch die Consumers Union bereits in den 1930er Jahren vergleichende Warentests durchgeführt.
Nach dem Zweiten Weltkrieg wurden auch in europäischen Staaten entsprechende Verbraucherorganisationen etabliert, wie zum Beispiel 1951 die Union fédérale des consommateurs in Frankreich, 1953 der Consumentenbond in den Niederlanden, 1957 die Verbruikersunie in Belgien oder ebenfalls 1957 die Consumers Association im Vereinigten Königreich.

### Im deutschsprachigen Raum
Anfang der 1960er Jahre entstand bei einigen Politikern, die den Verbraucherschutz stärken wollten, darunter Lucie Beyer, die Idee, den Warentest auch in Deutschland zu institutionalisieren. 1961 gründete der Journalist und Verleger Waldemar Schweitzer auf eigene Initiative in Stuttgart die Zeitschrift DM. Dies war die erste Testzeitschrift auf dem deutschen Markt. Schon bald fand sie ihren Markt und sorgte mit Produktuntersuchungen und deutlicher Kundenaufklärung für Aufsehen. Vertreter der Wirtschaft meinten generell, dass Verbraucher sich auch bei den Anbietern und Herstellern von Produkten über deren Eigenschaften und Qualität hinreichend informieren könnten. Trotzdem wurde am 4. Dezember 1964 durch Beschluss des Deutschen Bundestages von der Bundesrepublik Deutschland die rechtsfähige und selbstständige Stiftung Warentest nach bürgerlichem Recht errichtet.

Eingetragene Marke der Stiftung Warentest

Diese entwickelte unter der Führung des späteren Chefs der Stiftung Warentest, Roland Hüttenrauch, die entsprechende Methodik zur Durchführung und Veröffentlichung der Untersuchungen. Die Vorgehensweise wurde seit Ende der 1960er Jahre bis in die 1980er Jahre in den entsprechenden Normen (siehe unten DIN 66051, 66052 und 66054) festgehalten. Die Stiftung Warentest veröffentlicht regelmäßig in ihren Publikationen über die entsprechenden von ihr ermittelten Ergebnisse, insbesondere in den Zeitschriften test und Stiftung Warentest Finanzen und in ihrem Internetportal test.de. Viele Anbieter von überdurchschnittlich getesteten Produkten werben mit Testlogos für ihre Produkte.
In Österreich wurde bereits 1961 der Verein für Konsumenteninformation (VKI) gegründet, der sich neben der Verbraucherberatung ebenfalls mit dem vergleichenden Warentest beschäftigt. Auch der Verein für Konsumenteninformation veröffentlicht seine Ergebnisse regelmäßig in der Zeitschrift Konsument.
Im Dezember 2014 hat das Bundesministerium der Justiz und für Verbraucherschutz (BMJV) unter der Führung von Bundesminister Heiko Maas die Initiative Wer testet die Tester gestartet, bei der es sich um eine freiwillige Selbstverpflichtung von Testveranstaltern in Bezug auf die Praxis der Durchführung von Warentests handelt. Zu den ersten Unterzeichnern der Selbstverpflichtung werden die Stiftung Warentest, Ökotest und die Computerzeitschrift c’t gehören.

#### Rechtliche Lage in Deutschland
Die Veröffentlichung eines nicht zu Wettbewerbszwecken erfolgenden vergleichenden Warentests ist zulässig, wenn die dem Bericht zu Grunde liegende Untersuchung neutral, sachkundig und objektiv im Sinne eines Bemühens um objektive Richtigkeit durchgeführt worden ist und sowohl die Art des Vorgehens bei der Prüfung als auch die aus den Untersuchungen gezogenen Schlüsse vertretbar, das heißt diskutabel erscheinen. Testinstituten wird dabei aufgrund des durch Artikel 5 des Grundgesetzes geschützten Rechts zur freien Meinungsäußerung ein erheblicher Ermessensspielraum eingeräumt. Die Veröffentlichung ist jedoch dann nicht mehr hinzunehmen, wenn unter Verstoß gegen § 824 Absatz 1 des Bürgerlichen Gesetzbuches unwahre Tatsachen behauptet werden oder die Untersuchungsmethode bzw. die gezogenen Schlüsse nicht mehr diskutabel erscheinen und dadurch eine als Werturteil anzusehende Aussage rechtswidrig in den nach § 823 Absatz 1 des Bürgerlichen Gesetzbuches geschützten eingerichteten und ausgeübten Gewerbebetrieb unmittelbar eingreift.
Für die vorzunehmende Auslegung, ob es sich um eine Tatsachenbehauptung oder eine Meinungsäußerung handelt – wobei letztere vorliegt, wenn der Tatsachengehalt der beweismäßigen Überprüfung unzugänglich ist, eine Tatsachenbehauptung hingegen, wenn die Äußerung überwiegend durch die Darstellung tatsächlicher Vorgänge geprägt ist und bei den Adressaten zugleich die Vorstellung von konkreten in die Wertung eingekleideten Vorgängen hervorruft, die als solcher einer Überprüfung mit den Mitteln des Beweises zugänglich ist – gilt darüber hinaus im Rahmen der Veröffentlichung von Testergebnissen, dass auch für Tatsachenbehauptungen der Wertungsbezug besonders zu beachten ist. Lediglich dann, wenn den tatsächlichen Feststellungen im Rahmen des Tests eigenständige Bedeutung zukommt, sie dem Werturteil also nicht lediglich als unselbständige Wertungselemente untergeordnet sind, und deshalb von dem Durchschnittsleser als Aussage über nachweisbare Fakten und Grundlage für sein eigenes Qualitätsurteil über das getestete Produkt aufgefasst werden, sind sie unabhängig von dem grundsätzlich als Meinungsäußerung zu beurteilenden Testergebnis zu betrachten.

### Internationalisierung
Aus verschiedenen Erwägungen ist die Idee sinnvoll, die Warentests im internationalen Rahmen gemeinschaftlich durchzuführen:
Zum einen können Beschaffungs- und Prüfkosten reduziert werden, wenn die zu untersuchenden Produkte in verschiedenen Ländern erhältlich sind und die Qualitätskriterien in den verschiedenen gesellschaftlichen Umfeldern nach ähnlichen Maßstäben festgelegt werden können und sich dadurch eine günstige Marktüberlappung ergibt.
Darüber hinaus ist es durch ein gemeinsames Vorgehen möglich, die Prüfergebnisse nach einheitlichen und daher für die Verbraucher in verschiedenen Ländern auch nicht widersprüchlichen Kriterien auszuwerten und darzustellen.
Außerdem werden durch die internationale Zusammenarbeit auch allgemeine und spezifische Erfahrungen und Kenntnisse ausgetauscht, die zur Verbesserung beziehungsweise Optimierung der Prüfmethodik und der Prüfverfahren verwendet werden können.
Für den vergleichenden Warentest hat sich in den 1990er Jahren die internationale Dachorganisation International Consumer Research & Testing (ICRT) mit Sitz in London etabliert. Ihr gehören mittlerweile weltweit über 40 neutrale Verbraucherorganisationen an. Die Mitglieder dürfen in ihren Publikationen beispielsweise keine Produktwerbung veröffentlichen und sind im Rahmen der Zusammenarbeit darüber hinaus an weitere Richtlinien gebunden.

## Ablauf eines Warentests
In Deutschland führt nur die Stiftung Warentest vergleichende Untersuchungen von Waren und Dienstleistungen nach streng wissenschaftlichen Methoden und mit im Folgenden beschriebenen, standardisierten Arbeitsabläufen durch.
Nach der Festlegung einer Produktart, die untersucht werden soll, muss eine Reihe von standardisierten Arbeitsschritten eingeleitet und vollzogen werden, bevor die Untersuchungsergebnisse ausgewertet und veröffentlicht werden können.

### Marktanalyse
Marktanalytiker beobachten das Marktgeschehen und recherchieren sowohl im Markt als auch direkt bei den Anbietern das Produktangebot. Ferner wird die Marktbedeutung der verschiedenen Produkte und Anbieter ermittelt.

### Produktauswahl
Nach den Recherchen muss entschieden und festgelegt werden, wie viele und welche Produkte in die Untersuchung einbezogen werden, Zur Einschränkung und zur Sicherstellung der weitgehenden Vergleichbarkeit der Produkte werden auch Handelspreise und Ausstattungsmerkmale berücksichtigt.
Einzelne Anbieter können den Wunsch der Einbeziehung oder Nichteinbeziehung von bestimmten Produkten äußern, haben jedoch keinen Anspruch auf Berücksichtigung.

### Prüfmusterbeschaffung
Die zu untersuchenden Prüfmuster werden anonym im Handel beschafft und grundsätzlich nicht von den Anbietern zur Verfügung gestellt. Damit soll sichergestellt werden, dass sowohl marktreife als auch genau diejenigen Produkte geprüft werden, die auch die Verbraucher im Handel erwerben können.
In Ausnahmefällen, wie zum Beispiel bei sehr neuen oder saisonalen Angeboten, die noch nicht im freien Handel zu beschaffen sind, können Prüfmuster „gezogen“ werden, das heißt, dass unter der Voraussetzung einer größeren Auswahl von für den Verkauf vorgesehenen Produkten im Lagerbestand der Anbieter oder der Hersteller die zu untersuchenden Prüfmuster zufällig herausgesucht werden. Auch diese Produkte werden käuflich erworben.

### Untersuchungsprogramm
Von wissenschaftlichen Mitarbeitern müssen die Prüfmethoden zusammengestellt werden, nach denen alle einbezogenen Produkte untersucht werden sollen. Hierbei werden der Stand der Technik und die einschlägigen Normen aber auch weitergehende Erwägungen berücksichtigt. Bei innovativen Produkten gibt es meist noch gar keine Normen, die angewendet werden könnten, so dass die entsprechenden Prüfpunkte völlig neu erarbeitet werden müssen. Für jedes einzelne Testvorhaben wird zu Fachbeiräten eingeladen. Diese werden entsprechend dem Themengebiet mit Vertretern der Anbieter und der Verbraucher sowie neutralen Sachverständigen besetzt, um das Untersuchungsdesign zu diskutieren. Der Fachbeirat hat lediglich eine beratende Funktion, das endgültige Untersuchungsprogramm wird von den wissenschaftlichen Mitarbeitern festgelegt.

### Prüfinstitution
Nach der Festlegung der Produktauswahl und des Untersuchungsprogramms sowie der Beschaffung der Prüfmuster können die Untersuchungen durchgeführt werden. Da es für die den vergleichenden Warentest durchführende Institution meist nicht wirtschaftlich ist, selber Prüflaboratorien zu betreiben, werden die Prüfaufträge in der Regel nach einem Ausschreibungsverfahren an externe, neutrale Prüfinstitute vergeben.
In den Prüfinstituten werden alle einbezogenen Produkte anonymisiert und nach gleichen Maßstäben und entsprechend den Festlegungen des jeweiligen Untersuchungsprogramms geprüft. Die Ergebnisse werden von der Prüfinstitution dokumentiert und in Form eines Gutachtens übergeben.

### Auswertung
Die Auswertung der messtechnischen und subjektiven Ergebnisse erfolgt nach wissenschaftlichen und statistischen Methoden. Die einzelnen Bewertungen werden dabei in der Regel linear gewichtet und mit Hilfe einer Nutzwertanalyse zusammengefasst. Ferner können diese Bewertungen in Schulnoten übersetzt und können zur Beurteilung sowohl als Dezimalzahl, als Symbol und/oder semantisch formuliert werden, wie zum Beispiel mit den Prädikaten „sehr gut“, „gut“, „befriedigend“, „ausreichend“ und „mangelhaft“.
Die Ergebnisse hängen allerdings von den Gewichtungen ab, auch kleine Veränderungen der Gewichtungen um wenige Prozentpunkte können das Ergebnis eines Warentests signifikant beeinflussen. Diese Erkenntnis ist bedeutsam vor dem Hintergrund, dass die Gewichte in vielen Testorganen Vielfache von 5 % oder sogar Vielfache von 10 % sind, was nicht sachlich begründbar, sondern dem Dezimalsystem geschuldet ist.
Einzelne verhältnismäßig schlechte Teil- oder Gruppenergebnisse können sich rechnerisch unter Umständen nur gering auf das Gesamturteil auswirken. Um dennoch eine verbrauchergerechte Beurteilung zu ermöglichen, können bei der Auswertung Abwertungseffekte festgelegt werden, was insbesondere bei Sicherheitsaspekten, beispielsweise bei mangelnder elektrischer Sicherheit oder beim Vorhandensein von Gefahrenstoffen von Belang ist.
Die objektiven Ergebnisse werden vor der Veröffentlichung an die einbezogenen Anbietern zur Kenntnis gegeben (Anbietervorinformation).
Die Berechnungen, deren Verbalisierung und die Texte der Veröffentlichungen werden zur Qualitätssicherung von Verifizierern überprüft und mit den Gutachten abgeglichen.

### Veröffentlichung
Die Ergebnisse der Untersuchungen werden von Journalisten redaktionell aufbereitet und zusammen mit den Produktpreisen in Periodika, Monografien oder im Internet veröffentlicht. Aus den beim Erwerb der Testprodukte im Handel vorgefundenen unterschiedlichen Produktpreisen wird für jedes Produkt der Median ermittelt und als „mittlerer Preis in Euro ca.“ ausgewiesen. Dadurch erhalten Verbraucher (selbstverständlich auch Mitbewerber) nützliche Zusatzinformationen in Form eines Preisvergleichs, die allerdings wegen der raschen Preisanpassungs- und Preisänderungsmöglichkeit eine geringere „Informationshaltbarkeit“ aufweisen als die ermittelten Produktqualitäten. Ausstattungsdetails und Testergebnisse der verschiedenen Produkte werden zur besseren Vergleichbarkeit meist in Tabellen- oder Listenform publiziert.
Andere Medien können die Testergebnisse zitieren, und auch die Anbieter können auf ihren Produkten mit den Testergebnissen werben.

#### Darstellung der Testergebnisse
Die meisten Testorganisationen verwenden für eine übersichtliche und schnell zu erfassende Darstellung Symbole auf einer fünffältigen Skala. Für eine genauere Unterscheidung von Bewertungen und die Semantik orientieren sich viele Testorganisationen am jeweiligen Schulnotensystem. In internationalen Gemeinschaftstests hat sich ausgehend von einer ganzzahligen Bewertungszahl von eins bis fünf eine kontinuierliche Skala von 0,5 bis 5,5 etabliert, wobei eine höhere Bewertungszahl für ein besseres Urteil steht.
Die folgende Tabelle zeigt einige Beispiele:
| Ganzzahlige Bewertung | Gleitende Bewertung | ICRT          | ICRT            | Consumer Reports               | Consumer Reports               | Stiftung Warentest | Stiftung Warentest | Stiftung Warentest | Which?                 | EuroConsumers | EuroConsumers   | Consumentenbond | Union fédérale des consommateurs |
| --------------------- | ------------------- | ------------- | --------------- | ------------------------------ | ------------------------------ | ------------------ | ------------------ | ------------------ | ---------------------- | ------------- | --------------- | --------------- | -------------------------------- |
| International         | International       | International | International   | Vereinigte Staaten von Amerika | Vereinigte Staaten von Amerika | Deutschland        | Deutschland        | Deutschland        | Vereinigtes Königreich | Belgien       | Belgien         | Niederlande     | Frankreich                       |
| Zahl                  | Zahlen- bereich     | Symbol        | Semantik        | Semantik                       | Zahlen- bereich                | Symbol             | Semantik           | Zahlen- bereich    | Symbol                 | Symbol        | Zahlen- bereich | Zahlen- bereich | Symbol                           |
| 5                     | 4.500 – 5.500       | + +           | very good       | excellent                      | 81 - 100                       | + +                | sehr gut           | 0.5 – 1.5          | *****                  | A             | 80 % - 100 %    | 8.2 - 10.0      | * * *                            |
| 4                     | 3.500 – 4.499       | +             | good            | very good                      | 61 - 80                        | +                  | gut                | 1.6 – 2.5          | ****                   | B             | 60 % - 80 %     | 6.4 - 8.2       | * *                              |
| 3                     | 2.500 – 3.499       | O             | sufficient      | good                           | 41 - 60                        | O                  | befriedigend       | 2.6 – 3.5          | ***                    | C             | 40 % - 60 %     | 4.6 - 6.4       | *                                |
| 2                     | 1.500 – 2.499       | -             | less sufficient | fair                           | 21 - 40                        | ϴ                  | ausreichend        | 3.6 – 4.5          | **                     | D             | 20 % - 40 %     | 2.8 - 4.6       | ■                                |
| 1                     | 0.500 – 1.499       | - -           | bad             | poor                           | 0 - 20                         | -                  | mangelhaft         | 4.6 – 5.5          | *                      | E             | 0 % - 20 %      | 1.0 - 2.8       | ■ ■                              |

### Normen

#### Deutsche Normen
- DIN 55350-11: Begriffe zum Qualitätsmanagement (Mai 2008), Ergänzung zu DIN EN ISO 9000:2005
- DIN 66050: Gebrauchstauglichkeit – Begriff (August 1980)
- DIN 66051: Untersuchung von Waren – Allgemeine Grundsätze (Oktober 1967)
- DIN 66052: Warentest – Begriff (November 1971)
- DIN 66054: Warentest – Grundsätze für die technische Durchführung (August 2017)

#### Internationale Normen
- DIN EN ISO 9000:2005-12: Qualitätsmanagementsysteme – Grundlagen und Begriffe (siehe auch Qualitätsmanagementnorm)
- EN ISO 9241-Teil 11: Ergonomische Anforderungen für Bürotätigkeiten mit Bildschirmgeräten – Anforderungen an die Gebrauchstauglichkeit – Leitsätze
- ISO / IEC Guide 46: Comparative Testing of Consumer Products and Related Services – General Principles (1985)